# Y Gododdin
Y Gododdin (wym. [ə ɡɔˈdɔðɪn]) – walijski średniowieczny poemat składający się ze zbioru elegii poświęconych mieszkańcom z brytońskiego królestwa Gododin i ich sojusznikom, którzy, zgodnie z powszechnie przyjętą wersją, zginęli walcząc przeciw Anglom z królestw Deiry oraz Bernicji w miejscu znanym jako Catraeth ok. 600 r. n.e. Poemat jest tradycyjnie przypisywany Aneirinowi, jednemu z bardów i przetrwał w formie pojedynczego manuskryptu, znanego jako Księga Aerinina.
Poemat został zachowany w manuskrypcie z drugiej połowy XII w. i jest datowany pomiędzy VII a wczesny XI w. Tekst jest zapisany częściowo w dialekcie średniowalijskim, a po części w starowalijskim. Wczesna data sugeruje jego powstanie niedługo po bitwie, prawdopodobnie w Hen Ogledd („Stara Północ”), gdzie byłby to Kumbryjski dialekt języka Brytońskiego. Inni uważają go za dzieło średniowiecznego Walijskiego poety napisane w IX, X lub XI w. Datowanie z IX w czyniłoby z „Y Gododdin” jeden z najstarszych zachowanych zabytków literatury walijskiej.
Lud Gododdin, znany w czasach rzymskich jako Votadini, posiadał ziemie na których obecnie znajduje się północna Szkocja i Nortumbria oraz część Hen Ogledd (Starej Północy). Utwór opowiada o tym, jak zostały sformowane siły 300 (lub 363) wojowników – część z odległych miejsc jak Pictland czy Gwynedd. Po roku okupowania Din Eidyn, dzisiejszego Edynburga, zaatakowali oni Catraeth, który zazwyczaj utożsamiany jest z Catterick położonym w północnej części Yorkshire. Po kilku dniach walk przeciw przeważającym siłom prawie wszyscy wojownicy z Gododdinu zginęli. Wiersz podobny jest w etosie do poematu heroicznego z naciskiem na ukazanie bohaterów walczących głównie dla sławy, ale nie występuje tu narracja. Manuskrypt zawiera kilka zwrotek, które nie mają związku z Gododdinem i rozważane są jako interpelacja (wtrącenie, wprowadzenie informacji pobocznych). Zwłaszcza jedna strofa utworu skupia na sobie szczególną uwagę, ponieważ odnosi się do Króla Artura, która jeśli nie traktowana jako późniejsze wtrącenie, byłaby najstarszą wzmianką o tej postaci. Poza tym utworem, Walijska Legenda Arturiańska, sięga początków XII w.
Y Gododdin, zwrotka 13
O poranku mężowie wyruszyli do Catraeth

Ich dobre nastroje osłabiły ich żywotność

Pili miód, złocisty i słodki, zniewalający;

Przez rok rybałci byli weseli.

Czerwone ich miecze, niech ostrza pozostaną

nieoczyszczone, białe tarcze i czworokątne groty,

Przed mężami Mynyddog’a Mwynfawr’a.